# ديفيد باش
ديفيد باش (بالإنجليزية: David Bach)‏ هو مستشار مالي ومؤلف أمريكي، ولد في 19 نوفمبر 1966 في أوكلاند في الولايات المتحدة.

## وصلات خارجية
- ديفيد باش على موقع ميوزك برينز (الإنجليزية)